# Загуляев, Тимофей Николаевич
Тимофей Николаевич Загуляев (13.02.1916, с. Тойкино Пермской губернии — 22.10.2001, г. Лысьва Пермской области) — мастер горячего проката Лысьвенского металлургического завода, лауреат Сталинской премии (1950).

## Биография
С 1935 г. работал на Лысьвенском металлургическом заводе: подручный вальцовщика в жестепрокатном цех № 2, застановщик, дублировщик, вальцовщик (1938—1943), вальцовщик листового стана, бригадир стана, бригадир склада сутунки и пакетов жести, и. о. мастера и мастер горячего проката (1943—1966).
Окончил трёхгодичную школу мастеров социалистического труда при учебно-курсовом комбинате завода.
Во время войны осваивал новые виды проката для выпуска солдатской каски.
В должности бригадира и мастера добивался повышения производительности труда, улучшения качества продукции. В 1950 г. провёл 48 стахановских школ по передаче передового опыта.
Вызвал на социалистическое соревнование вальцовщиков Верх-Исетского завода.
Делегат ХХ съезда КПСС (1956).

## Награды и звания
- Сталинская премия 2 степени (1952) — за коренное усовершенствование методов производственной работы.
- Почётный металлург СССР.
- Орден Трудового Красного Знамени (1949);
- Медали.